# Perroudita
La perroudita es un mineral, sulfuro de plata y de mercurio, con cloro, yodo y frecuentemente bromo. Se encontró en la mina de Cap Garonne,  Le Pradet, Var,  (Francia), y en Broken Hill y Coppin Pool, en Australia. Se considera la mina de Cap Garonne como su localidad tipo. El nombre es un homenaje a Pierre Perroud, profesor en el  Colegio Voltaire, Ginebra (Suiza), que ha estudiado los minerales de esta localidad.

## Propiedades físicas y químicas
La perroudita aparece como microcristales prismáticos, generalmente de pocas décimas de milímetro de longitud, de color rojo, a veces algo anaranjado, brillantes, formando grupos divergentes. Son frecuentes las maclas en forma de V, y mediante microscopía electrónica de barrido puede observarse también que los cristales huecos son comunes. En la estructura del mineral, el cloro y el yodo ocupan sitios individuales distintos, y solamente el yodo puede substituirse parcialmente por bromo

## Yacimientos
Se considera un mineral raro, actualmente se ha identificado en una treintena de localidades en el mundo, aunque probablemente no lo sea tanto, al haber pasado inadvertido al confundirlo con cuprita. Es un mineral secundario, que  se forma por alteración de sulfuros complejos, generalmente de tennantita que contenga mercurio y plata. Además de en la localidad tipo y en las localidades australianas ya indicadas, se ha encontrado en Ashburton Downs, Australia Occidental (Australia). En España, se ha encontrado en la mina de Las Cocotas, en Tíjola (Almería), en el Collado de la Plata, Albarracín (Teruel), y en la mina Lealtad, en Chóvar (Castellón)